# Atropos
Pour les articles homonymes, voir Atropos (homonymie).
Atropos (du grec ancien : Ἄτροπος   "sans tour") ou Aisa, dans la mythologie grecque, est une des trois Moires, divinités du destin. Son homologue romaine, chez les Parques, est Morta.
Atropos, l'aînée des Trois Moires, est connue comme l'Inflexible. C'est Atropos qui choisit la forme de la mort et termine l'existence terrestre des mortels en leur coupant le fil de la vie. Elle travaille avec ses deux sœurs, Clotho, qui tisse le fil, et Lachésis, qui en mesure la longueur. Atropos apparaît dans plusieurs histoires comme celles d'Atalante et d'Achille.

## Ascendances
Son origine, ainsi que celle de ses deux sœurs, reste sujet à débat, même si certaines sources les définissent comme étant les filles de la nuit. Il semble évident, cependant, qu'au cours d'une certaine période, les Moires ont cessé d'être associées uniquement à la mort pour devenir des puissances qui président au devenir des individus. Bien que principal dieu grec et leur père, le grand Zeus lui-même demeure soumis aux décisions des Moires, devenant l'instrument du destin plutôt que sa source. Selon Hésiode et sa Théogonie, Atropos et ses sœurs (Clotho et Lachésis) sont les filles d'Érèbe (les Ténèbres) et de Nyx (la Nuit) et les sœurs de Thanatos et d'Hypnos, même si plus loin dans le même ouvrage (ll. 901-906), elles sont présentées comme le fruit des amours de Zeus et de Thémis.

## Des origines controversées
Dans le poème grec, le Bouclier d'Héraclès, Atropos est décrite comme la plus ancienne et la plus petite des trois sœurs. Cette description est rare parmi les références à Atropos. Il n'est pas courant de rencontrer cette déité sous de multiples références, Il est possible que Platon soit derrière la création d'Atropos étant donné le fait que nombre des premières descriptions la mentionnent sous le nom d'Aisa, outre un manque de consensus chez les mythologues. Les incohérences des mentions historiques rendent difficile un choix définitif entre Aisa et Atropos, même si des références tendent à démontrer qu'Aisa était le premier nom d'usage le plus fréquent, alors que celui d'Atropos gagnerait en popularité dans une période ultérieure.

## Zoologie
En herpétologie, Bitis atropos est le nom scientifique d'un serpent venimeux qui se réfère à Atropos.
En entomologie, Acherontia atropos, sphinx africain à tête de mort, est nommé en référence à Atropos.